# Dichromodes lygrophanes
Dichromodes lygrophanes är en fjärilsart som beskrevs av Turner 1943. Dichromodes lygrophanes ingår i släktet Dichromodes och familjen mätare. Inga underarter finns listade i Catalogue of Life.